# Mniobia punctulata
Mniobia punctulata är en hjuldjursart som beskrevs av Bartoš 1948. Mniobia punctulata ingår i släktet Mniobia och familjen Philodinidae. Inga underarter finns listade i Catalogue of Life.